# Seznam županov Občine Slovenske Konjice
Na tem seznamu so župani Občine Slovenske Konjice v vseh njenih oblikah. V oklepajih so navedene začetne in končne letnice županovanja.
- Leopold Mlinarič (1945–1947)
- France Strniša (1947–1948)
- Anton Šporar (1948–1952)
- Leon Mlinarič (1952–1957)
- Adolf Šuc (1957–1961)
- Adolf Tavčar (1961–1967)
- Florjan Jančič (1967–1969)
- Franjo Tepej (1969–1974)
- Filip Beškovnik (1974–1978)
- Franc Ban (1978–1980)
- Tone Turnšek (1980–1986)
- Avgust Špoljar (1986–1990)
- Jože Baraga (1990–1994)
- Janez Jazbec (1994–2006)
- Miran Gorinšek (2006-2014)
- Darko Ratajc (2018–danes)

### Vir
- Župani občine Slovenske Konjice[mrtva povezava]